# Campeonato Mundial de Ciclocrós de 2028
El LXXIX Campeonato Mundial de Ciclocrós se celebrará en Hoogerheide (Países Bajos) en febrero de 2028 bajo la organización de la Unión Ciclista Internacional (UCI) y la Real Federación Neerlandesa de Ciclismo.